# 女性図書館
女性図書館（じょせいとしょかん、英語: Women's Library）は19～20世紀のイギリスの資料を集中的に収集していたイギリスの主要な図書館及び博物館であり、女性や女性解放運動の資料がある。その「中核となる」コレクションは1909年にルース・キャベンディッシュ・ベンティンクによって設立された図書館にさかのぼるが、それは1920年中頃から、まとまったコレクションを保有する施設としての歴史を有している。2013年から、図書館はロンドン・スクール・オブ・エコノミクス（LSE）の管理下にあり、女性図書館として知られている専用区域内で、LSE図書館の一部としてコレクションを管理している。

## コレクションの概要
女性図書館の収集品は60000冊以上の本とパンフレット、3000冊以上の定期刊行物（一般雑誌や専門雑誌）を含んでいる。図書館の資料館のコレクションの物品は5000点以上あり、そこには100点以上の参政権や現代の運動の横断幕、写真、ポスター、バッジ、織物、陶器を含んでいる。図書館には500冊以上の個人及び組織の記録があり、百箱から数百箱分の数に及んでいる。
2007年2月、女性図書館のコレクションは「国民的及び国際的なすぐれた重要性」（博物館指定制度は現在では、アーツカウンシルによって監督されている）のために博物館・図書館・文書館国家評議会によって指定された。2011年、女性図書館が保有している女性参政権アーカイブの所蔵品が「イギリスでの女性参政権運動の記録遺産、1865年-1928年」として、ユネスコのイギリスの世界の記憶として登録された。

## 歴史

### ロンドン女性参政権協会/フォーセット協会
女性図書館は参政権のための運動に参加した、1867年に設立されたグループであるロンドン女性参政権協会にさかのぼる。その「中核となる」コレクションはルース・キャベンディッシュ・ベンティンクにより、1909年に設立されたキャベンディッシューベンティンク図書館である。 
キャベンディッシューベンディンク図書館はもともと改装されたパブにあり、そのパブはウェストンミンスターのマーシャム通りにあったが、1930年、議会から歩いて行ける所にある主要な女性のセンターであるウーマンズ・サービス・ハウスに発展した。協会と図書館のメンバーはヴェラ・ブリテンやヴァージニア・ウルフのような作家だけでなく、特にエリナー・ラスボーンのような政治家も含んでいた。ウルフはエセル・スマイスに対して、図書館について「私はそれはほとんど、唯一満足のいく不要なギニー［お金］のための預け入れ場所だと考えている」と書いた。
1930年代にミリセント・フォーセットのアーカイブなど、コレクションの中核となる資料が所蔵されるようになった。1953年にロンドン女性参政権協会はフォーセット協会に改名した。これに伴い、1957年にはこの図書館はフォーセットの業績を記念してフォーセット図書館という名称に変更された。

### シティ・オブ・ロンドン・ポリテクニック/ロンドンギルドホール大学/ロンドンメトロポリタン大学
1977年、図書館はシティ・オブ・ロンドン・ポリテクニックによって引き継がれ、シティ・オブ・ロンドン・ポリテクニックは1992年にロンドンギルドホール大学になった。1998年、ヘリテージ・ロッタリー・ファンドは新しい図書館の建物のために、ロンドンギルドホール大学に420万ポンドを与えた。ロンドンのイーストエンド、オールゲートのオールド・キャッスル・ストリートにある、女性の仕事場であった洗濯場として使われていた場所が選ばれ、建築家が以前からあるファサードをそのまま維持した。2002年2月に新しい施設が一般公開され、図書館の名前が「フォーセット図書館」から「女性図書館」に変わった。 開架式書庫がある図書閲覧室、展示ホール、教育用スペース、専門コレクション書庫を含む、ライト＆ライト・アーチテクツによって新しく目的に合わせて作られた建物は王立英国建築家協会から賞を与えられた。同年8月、ロンドンギルドホール大学はノースロンドン大学と併合し、ロンドン・メトロポリタン大学となった。
ロンドン・メトロポリタン大学の主催で、女性図書館は博物館のスペースで展示替えもある展覧会のプログラムを開催した。トピックは女性の選挙権、美人コンテストの女王、オフィスでの仕事、1980年の政治、女性の解放運動、女性の仕事、女性の家内工芸などであった。売春に関する展示会と教育プログラムは2007年のグルベンキアン賞の一次候補リストに載せられた。 
3人は図書館での業績を理由に、イギリス栄典制度によって認められた。ヴェラ・ドウイが大英帝国四等勲士に、女性学への貢献により、デイヴィッド・ドーハンが大英帝国五等勲士に、女性図書館へのボランティアとしての貢献のために、ジーン・フローレンス・ホールダーが大英帝国五等勲士に叙勲された。

### ロンドン・スクール・オブ・エコノミクス

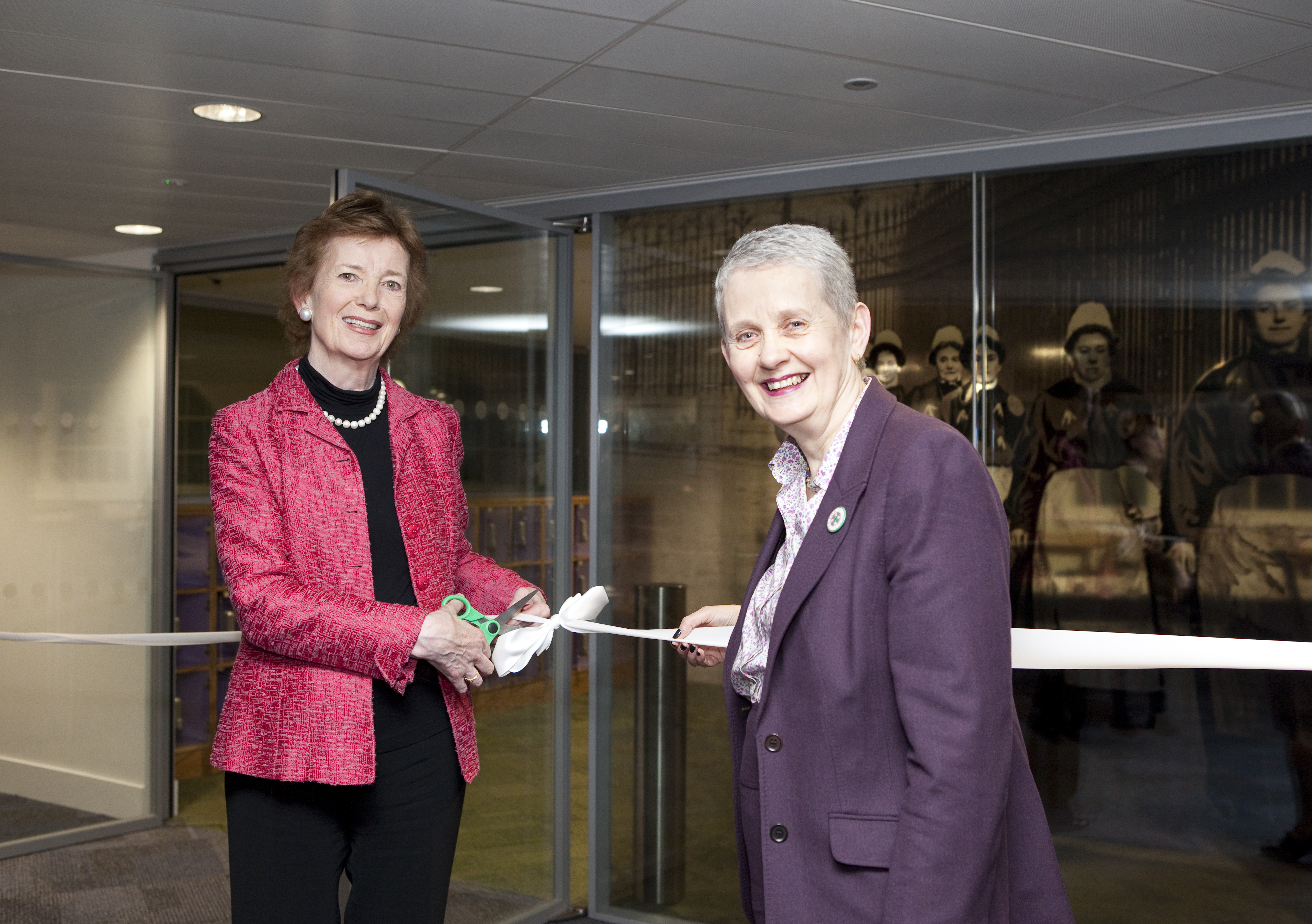
2014年3月12日、ロンドン・スクール・オブ・エコノミクスの新しい女性図書館の図書閲覧室の開館式でのメアリー・ロビンソン（前アイルランド大統領）と司書エリザベス・チャップマン

2012年春、図書館利用の多くが学外者であるということを理由にあげて、議論していたロンドン・メトロポリタン大学は、図書館の保有権のための新しい建物、所有者、スポンサーを見つける試みを行うと決めたと発表し、もしそのようなスポンサーが見つからなかったら、1週間に1日にサービスを減らすおそれがあると述べた。また、ロンドン・メトロポリタン大学は図書館の建物が講堂に変わることを希望した。UNISONのロンドン・メトロポリタン大学支部が女性図書館保存運動を計画した。図書館の短縮・閉鎖に反対する嘆願は多くの署名を集めたが、この嘆願は女性図書館を「世界でもっともすばらしい専門的な図書館の一つ」、「国民の財産」と呼んだ。
ロンドン・メトロポリタン大学は関係がある団体から入札を募集し、ロンドン・スクール・オブ・エコノミクス (LSE) の計画が最も条件を満たしていると考えられた。2013年に移転は施行された。